# Graphium milon
Graphium milon is een vlinder uit de familie van de pages (Papilionidae). De wetenschappelijke naam van de soort is voor het eerst geldig gepubliceerd in 1864 door Felder. Dit taxon wordt soms ook wel beschouwd als een ondersoort van Graphium sarpedon.